# Dźwignica linotorowa
Dźwignica linotorowa – urządzenie dźwigowe w konstrukcji zbliżone do kolejki linowej. Składa się z wózka (wodzaka) lub wózków napędzanych cięgnem i podwieszonych na linach nośnych rozpiętych między wieżami.
W zależności od zastosowanych wież dzielą się na:
- z wieżami stałymi
- z wieżą stałą i obrotową
- z wieżami przesuwnymi
- pozostałe

Zwykle używane do transportu materiałów sypkich na niewielkie odległości, na placach budowy w trudno dostępnym środowisku, np. przy budowie tam.
Dźwignica linotorowa jest urządzeniem pośrednim pomiędzy urządzeniem dźwigowym a transportowym.